# Minnie Pearl
 (août 2023).
Motif : sources obsolètes, mélanges enregistrements et publications, problème de wikification, un premier nettoyage des sources est fait, mais il y a du travail à faire !
Sarah Ophelia Colley Cannon (25 octobre 1912 - 4 mars 1996), mieux connue sous son nom de scène Minnie Pearl, est une  chanteuse américaine de musique country, une actrice de théâtre, de cinéma et de comédies musicales. Elle apparait dans le Grand Ole Opry pendant plus de 50 ans (de 1940 à 1991) et dans le show télévisé Hee Haw de 1969 à 1991.

## Biographie

### Jeunesse et formation
Sarah Colley est née à Centerville, dans le Comté de Hickman, Tennessee, à 80 km au sud de Nashville. Elle est la plus jeune parmi les cinq filles d'un bûcheron de Centerville. Elle étudie au Ward-Belmont College, à l'époque, la plus prestigieuse école pour jeunes filles de Nashville, où elle apprend le théâtre et la danse pour lesquels elle porte déjà un grand intérêt. Après ses examens, elle enseigne la danse pendant plusieurs années,,.

### Carrière professionnelle
Elle signe son premier contrat professionnel au théâtre avec la Wayne P. Sewell Production Company, une compagnie de théâtre situé à Atlanta. Elle y produit et joue des comédies musicales lors de tournées dans des petites villes du Sud-Est des États-Unis,,.
En 1939 elle fait sa première représentation en tant que Minnie Pearl à Aiken. Les années suivantes, des responsables de station radio WSM-AM de Nashville ayant vu ces prestations lui donne l'opportunité d'apparaître dans le Grand Ole Opry le 30 novembre 1940,. Le succès de ses débuts marquent le début d'une collaboration qui va durer plus de 50 ans,,,.
Le personnage de Minnie Pearl est une satire de la culture rurale du Sud des États-Unis, également appelée culture hillbilly. Elle porte toujours une robe et un chapeau à fleurs d'où pent encore l'étiquette prix, de 1,98 $. Dans ses interventions, elle s'inspire souvent de personnes de sa ville natale pour ses personnages .
Sarah Cannon joue Minnie Pearl pendant de nombreuses années à la télévision, dans Ozark Jubilee, Hee Haw ou dans Nashville Now, le talk show country de Ralph Emery sur Nashville Network.
Elle fait galement une apparition comme caméo dans le film Nashville Lady, dans son personnage de Minnie Pearl.

### Vie privée
Le 23 février 1947, Sarah Colley se maria à Henry R. Cannon, ancien pilote d'avions de chasse de l'United States Army Air Corps durant la Seconde Guerre mondiale. Après leur mariage, Henry Cannon accompagna Sarah Colley dans sa carrière comme manager. Il devint d'ailleurs également celui de Eddy Arnold, Colonel Tom Parker, Hank Williams, Carl Smith, Webb Pierce, et Elvis Presley. Le couple n'eut pas d'enfants. En 1969, ils achetèrent une grande maison à Nashville tout près du manoir du gouverneur.
Atteinte d'un cancer du sein, contre lequel elle subira de lourds traitements dont une double mastectomie et une radiothérapie, elle devint la porte-parole du centre médical de Nashville où elle fut traitée. Elle représenta cette cause en tant que Sarah Ophelia Cannon, ne voulant pas associer son personnage à un tel malheur. Cependant, une association à but non lucratif dont le but est d'aider la recherche contre le cancer fut fondée en sa mémoire sous le nom "Minnie Pearl Cancer Foundation".
Le centre qui la soigna fut plus tard renommé Sarah Cannon Cancer Center, et son nom fut également prêté à l'institut de recherche "Sarah Cannon Research Institute".
Cannon subit un accident vasculaire cérébral en juin 1991, mettant un terme définitif à sa carrière. À partir de là, elle résida dans une maison de repos à Nashville où elle reçut fréquemment la visite de personnalités de la musique country comme Chely Wright, Vince Gill et Amy Grant. Elle décéda le 4 mars 1996 à l'âge de 83 ans, à la suite de complications liées à son AVC. Elle fut enterrée au cimetière Mt. Hope de Franklin.

## Influence
Cannon est une influence importante pour les chanteuses de musique country et humoristes comme Jerry Clower (en), Jeff Foxworthy, Bill Engvall (en), Carl Hurley (en),  David L. Cook (en), Chonda Pierce (en), Ron White et Larry the Cable Guy. En 2002, elle fut nommée à la 14e place du classement de la CMT, désignant les femmes les plus importantes dans l'histoire de la musique country.
Elle fut également une amie proche d'artiste non country dont Dean Martin et Paul Reubens.
Une statue en bronze de Minnie Pearl et Roy Acuff est exposée dans l'entrée du Ryman Auditorium. C'est Chely Wright et Dean Sams (du groupe Lonestar) qui posèrent pour ces statues.

## Écrits et enregistrements
| Titre                                                                                       | Support               | Éditeur/Studio      | Copyright |
| ------------------------------------------------------------------------------------------- | --------------------- | ------------------- | --------- |
| Howdy!                                                                                      | Enregistrement sonore | Sunset              | 1950      |
| Minnie Pearl's Diary                                                                        | Livre                 | Greenberg           | 1953      |
| Country Western Caravan                                                                     | Enregistrement sonore | RCA Victor          | 1954      |
| Minnie Pearl's Christmas at Grinder's Switch (avec Tennessee Ernie Ford)                    | Livre                 | Abingdon Press      | 1963      |
| America's Beloved Minnie Pearl                                                              | Enregistrement sonore | Starday             | c. 1965   |
| History Repeats Itself (avec Buddy Starcher)                                                | Enregistrement sonore | Starday             | c. 1967   |
| I Didn't Jump the Fence (avec Red Sovine)                                                   | Enregistrement sonore | Starday             | c. 1968   |
| Hall of Fame (Vol. 9), (contribution)                                                       | Enregistrement sonore | Starday             | c. 1969   |
| Thunder on the Road                                                                         | Enregistrement sonore | Starday             | c. 1970   |
| Minnie Pearl Cooks                                                                          | Livre                 | Aurora Publishers   | 1970      |
| Live at the Grand Ole Opry (avec Hank Williams)                                             | Enregistrement sonore | MGM                 | 1976      |
| Minnie Pearl: An Autobiography (avec Joan Dew)                                              | Livre                 | Simon and Schuster  | 1980      |
| Christmas At Grinder's Switch (avec Roy Acuff)                                              | Livre                 | Abingdon Press      | 1985      |
| Best Jokes Minnie Pearl Ever Told (Plus a Few She Overheard!) (compilé par Kevin Kenworthy) | Livre                 | Rutledge Hill Press | 1999      |

### Singles
Plusieurs chansons comiques dont How To Catch A Man, furent sorties en single.
| Année | Titre               | US Country |
| ----- | ------------------- | ---------- |
| 1966  | Giddyup Go - Answer | 10         |

### Notices dans des encyclopédies et manuels de références
- (en-US) Irwin Stambler & Grelun Landon (dir.), Country Music : The Encyclopedia, New York, St. Martin's Press, 31 décembre 1997 (réimpr. 2000), 711 p. (ISBN 9780312151218, lire en ligne), p. 369-371,
- (en-US) Colin Larkin (dir.), The Encyclopedia of Popular Music, vol. 6 : Paul, Emmanuel-Smith, Larry, New York et Londres, Grove's Dictionaries, 1er juin 1998, 4992 p. (ISBN 9781561592371, lire en ligne), p. 4175-4176,
- (en-US) Paul Kingsbury (dir.), The Encyclopedia of Country Music : The Ultimate Guide to the Music, New York, Oxford University Press, USA, 5 novembre 1998, 634 p. (ISBN 9780195116717, lire en ligne), p. 409-410,
- (en-US) Anne Commire & Deborah Klezmer (dir.), Women in World History, : A Biographical Encyclopedia, vol. 12 : O - Q, Waterford, Connecticut, Yorkin Publications / Gale research, 19 juin 2001, 879 p. (ISBN 9780787640712, lire en ligne), p. 436-438,
- (en-US) Liz Sonneborn, A to Z of American Women in the Performing Arts : A Biographical Dictionary, New York, Facts on File, 1er novembre 2001, 267 p. (ISBN 9780816043989, lire en ligne), p. 165,
- (en-US) Charles Hiroshi Garrett (dir.), The Grove Dictionary of American Music, vol. 6 : NAACC-Quotation, New York, Oxford University Press, 5 mars 2013, 665 p. (ISBN 9780195314281, lire en ligne), p. 379,

### Articles
- (en-US) Eve Zibart, « Minnie Pearl, From Under Her Hat », The Washington Post,‎ 1er décembre 1980 (lire en ligne),
- (en-US) Stephen Holden, « Minnie Pearl Is Dead at 83; Star of 'The Grand Ole Opry' », The New York Times,‎ 6 mars 1996, p. 80 (lire en ligne ),

### Autobiographie
- (en-US) Minnie Pearl & Joan Dew, Minnie Pearl : An Autobiography, New York, Simon and Schuster, 17 novembre 1980, 264 p. (ISBN 9780671229146, lire en ligne),